# Rio Piquiri
O rio Piquiri é um curso de água do estado do Paraná. Pertence à sub-bacia do rio Paraná. Nasce a 1 040 metros de altitude, na Serra de São João, entre os municípios de Turvo e Guarapuava, percorrendo cerca de 660 quilômetros até desaguar no rio Paraná, entre Terra Roxa e Altônia.

## Percurso
Banha total ou parcialmente os municípios de Guarapuava, Turvo, Campina do Simão, Goioxim, Santa Maria do Oeste, Marquinho, Palmital, Laranjal, Nova Laranjeiras, Diamante do Sul, Altamira do Paraná, Guaraniaçu, Campo Bonito, Campina da Lagoa, Braganey, Anahy, Iguatu, Corbélia, Ubiratã, Nova Aurora, Quarto Centenário, Goioerê, Mariluz, Alto Piquiri, Formosa do Oeste, Brasilândia do Sul, Assis Chateaubriand, Palotina, Iporã, Francisco Alves, Terra Roxa e Altônia.

## Economia
Seu curso alimentava, em 2012, um total de 15 usinas hidrelétricas. A principal atividade econômica na região é a agropecuária, com destaque às culturas da soja, mandioca, cana-de-açúcar e milho.

## Clima
Sua sub-bacia abrange uma área total de cerca de 24 mil quilômetros quadrados, apresentando clima subtropical e com chuvas bem distribuídas ao longo do ano — sem estação seca definida e com índice pluviométrico médio de 1 600 milímetros.

## Geologia
Os tipos de solos são os Latossolos, Nitossolos, Argissolos, Gleissolos, Cambissolos e Neossolos.

## Etimologia
"Piquiri" procede do tupi antigo pikyry, que significa "rio dos peixes miúdos", através da composição de pikyra (peixe miúdo) e y (rio).